# 1. ŽNL Splitsko-dalmatinska 2019./20.
Ovaj članak je podtema članka: 4. rang HNL-a 2019./20.

1. ŽNL Splitsko-dalmatinska u sezoni 2019./20. predstavlja prvi rang županijske lige u Splitsko-dalmatinskoj županiji, te ligu četvrtog ranga hrvatskog nogometa. U ligi sudjeluje četrnaest klubova. 
 
Zbog pandemije COVID-19 u svijetu i Hrvatskoj, 12. ožujka 2020. je Nogometni savez Županije splitsko-dalmatinske donio odluku o prekidu odigravanja natjecanja do daljnega. 
Na sjednici održanoj 7. svibnja 2020. je donesena odluka o prekidu sezone, te se postojeće stanje i poredak uzimaju kao konačni, sukladno ranijoj odluci Hrvatskog nogometnog saveza. 

U trenutku prekida vodeća momčad lige bio je "OSK Otok" iz Otoka, te je proglašen prvakom.

## Sustav natjecanja
Četrnaest klubova igra dvokružnim ligaškim sustavom (26 kola). Zbog pandemije COVID-19 i prekida prvenstva, odigrano je 15 kola.

## Sudionici
- GOŠK – Kaštel Gomilica, Kaštela
- Imotski – Imotski
- Jadran – Kaštel Sućurac, Kaštela
- Jadran – Tučepi
- Mladost – Donji Proložac, Proložac
- Mračaj – Runović, Runovići
- Omiš – Omiš
- Omladinac – Vranjic, Solin
- Orkan – Dugi Rat
- OSK Otok – Otok
- Poljičanin 1921 – Srinjine, Split
- Postira-Sardi – Postira
- Primorac – Stobreč, Split
- Zmaj – Makarska

## Ljestvica
| Poz. | Momčad                 | U  | P | N | I  | G+ | G– | G+/– | Bod. | Nastavak natjecanja ili ispadanje |
| ---- | ---------------------- | -- | - | - | -- | -- | -- | ---- | ---- | --------------------------------- |
| 1.   | OSK Otok (P)           | 15 | 9 | 2 | 4  | 39 | 22 | +17  | 29   | Kvalifikacije za 3. HNL – Jug     |
| 2.   | Mladost Donji Proložac | 15 | 8 | 3 | 4  | 35 | 21 | +14  | 27   |                                   |
| 3.   | Zmaj                   | 15 | 6 | 6 | 3  | 26 | 19 | +7   | 24   | Kvalifikacije za 3. HNL – Jug     |
| 4.   | Jadran Tučepi          | 15 | 6 | 6 | 3  | 25 | 18 | +7   | 24   |                                   |
| 5.   | Postira-Sardi          | 15 | 6 | 5 | 4  | 20 | 22 | −2   | 23   |                                   |
| 6.   | Orkan                  | 15 | 6 | 4 | 5  | 20 | 22 | −2   | 22   |                                   |
| 7.   | Omiš                   | 15 | 5 | 6 | 4  | 27 | 19 | +8   | 21   |                                   |
| 8.   | GOŠK Kaštel Gomilica   | 15 | 6 | 3 | 6  | 22 | 17 | +5   | 21   |                                   |
| 9.   | Imotski                | 15 | 5 | 4 | 6  | 26 | 23 | +3   | 19   |                                   |
| 10.  | Primorac 1929          | 15 | 6 | 1 | 8  | 27 | 25 | +2   | 19   |                                   |
| 11.  | Jadran Kaštel Sućurac  | 15 | 5 | 3 | 7  | 22 | 25 | −3   | 18   |                                   |
| 12.  | Mračaj                 | 15 | 4 | 5 | 6  | 15 | 21 | −6   | 17   |                                   |
| 13.  | Omladinac              | 15 | 4 | 5 | 6  | 19 | 29 | −10  | 17   |                                   |
| 14.  | Poljičanin 1921        | 15 | 2 | 1 | 12 | 15 | 55 | −40  | 7    |                                   |

## Rezultati
Ažurirano: 18. svibnja 2020.
| 1. kolo                   | 1. kolo |
| ------------------------- | ------- |
| 7./8. rujna 2019.         |         |
| Poljičanin 1921 – Mladost | 0:4     |
| Primorac – Imotski        | 5:0     |
| GOŠK – Jadran T           | 3:0     |
| Orkan – Postira-Sardi     | 0:2     |
| Zmaj – Mračaj             | 1:1     |
| Omiš – Jadran KS          | 3:0     |
| OSK – Omladinac           | 4:0     |
| [ 5 ]                     |         |

| 2. kolo                    | 2. kolo |
| -------------------------- | ------- |
| 14./15. rujna 2019.        |         |
| Mladost – Omladinac        | 4:1     |
| Jadran KS – OSK            | 1:1     |
| Mračaj – Omiš              | 0:0     |
| Postira-Sardi – Zmaj       | 3:0     |
| Jadran T – Orkan           | 0:0     |
| Imotski – GOŠK             | 2:1     |
| Poljičanin 1921 – Primorac | 0:2     |
| [ 5 ]                      |         |

| 3. kolo                | 3. kolo |
| ---------------------- | ------- |
| 21. rujna 2019.        |         |
| Primorac – Mladost     | 1:2     |
| GOŠK – Poljičanin 1921 | 5:1     |
| Orkan – Imotski        | 1:0     |
| Zmaj – Jadran T        | 0:0     |
| Postira-Sardi – Omiš   | 2:2     |
| OSK – Mračaj           | 2:1     |
| Omladinac – Jadran KS  | 1:1     |
| [ 6 ]                  |         |

| 4. kolo                 | 4. kolo |
| ----------------------- | ------- |
| 28./29. rujna 2019.     |         |
| Mladost – Jadran KS     | 2:1     |
| Mračaj – Omladinac      | 3:1     |
| Postira-Sardi – OSK     | 2:1     |
| Jadran T – Omiš         | 2:1     |
| Imotski – Zmaj          | 2:0     |
| Poljičanin 1921 – Orkan | 3:1     |
| Primorac – GOŠK         | 0:1     |
| [ 7 ]                   |         |

| 5. kolo                   | 5. kolo |
| ------------------------- | ------- |
| 4./5. listopada 2019.     |         |
| GOŠK – Mladost            | 2:0     |
| Orkan – Primorac          | 3:1     |
| Zmaj – Poljičanin 1921    | 5:0     |
| Imotski – Omiš            | 3:3     |
| OSK – Jadran T            | 3:1     |
| Omladinac – Postira-Sardi | 1:1     |
| Jadran KS – Mračaj        | 3:1     |
| [ 8 ]                     |         |

| 6. kolo                   | 6. kolo |
| ------------------------- | ------- |
| 12./13. listopada 2019.   |         |
| Mladost – Mračaj          | 3:0     |
| Postira-Sardi – Jadran KS | 2:0     |
| Jadran T – Omladinac      | 3:1     |
| Imotski – OSK             | 3:1     |
| Poljičanin 1921 – Omiš    | 3:2     |
| Primorac – Zmaj           | 5:0     |
| GOŠK – Orkan              | 0:1     |
| [ 9 ]                     |         |

| 7. kolo                | 7. kolo |
| ---------------------- | ------- |
| 19. listopada 2019.    |         |
| Orkan – Mladost        | 2:1     |
| Zmaj – GOŠK            | 2:2     |
| Omiš – Primorac        | 3:0     |
| OSK – Poljičanin 1921  | 7:2     |
| Omladinac – Imotski    | 2:2     |
| Jadran KS – Jadran T   | 2:0     |
| Mračaj – Postira-Sardi | 3:0     |
| [ 9 ]                  |         |

| 8. kolo                     | 8. kolo |
| --------------------------- | ------- |
| 26./27. listopada 2019.     |         |
| Mladost – Postira-Sardi     | 3:0     |
| Jadran T – Mračaj           | 3:0     |
| Imotski – Jadran KS         | 1:3     |
| Poljičanin 1921 – Omladinac | 0:3     |
| Primorac – OSK              | 2:4     |
| GOŠK – Omiš                 | 0:2     |
| Orkan – Zmaj                | 1:4     |
| [ 10 ]                      |         |

| 9. kolo                     | 9. kolo |
| --------------------------- | ------- |
| 2./3. studenog 2019.        |         |
| Zmaj – Mladost              | 2:1     |
| Omiš – Orkan                | 2:2     |
| OSK – GOŠK                  | 2:0     |
| Omladinac – Primorac        | 2:0     |
| Jadran KS – Poljičanin 1921 | 5:2     |
| Mračaj – Imotski            |         |
| Postira-Sardi – Jadran T    | 2:2     |
| [ 10 ]                      |         |

| 10. kolo                 | 10. kolo |
| ------------------------ | -------- |
| 9./10. studenog 2019.    |          |
| Mladost – Jadran T       | 3:3      |
| Imotski – Postira-Sardi  | 4:1      |
| Poljičanin 1921 – Mračaj | 1:1      |
| Primorac – Jadran KS     | 4:2      |
| GOŠK – Omladinac         | 1:1      |
| Orkan – OSK              | 2:4      |
| Zmaj – Omiš              | 1:0      |
| [ 11 ]                   |          |

| 11. kolo                        | 11. kolo |
| ------------------------------- | -------- |
| 16./17. studenog 2019.          |          |
| Omiš – Mladost                  | 3:3      |
| OSK – Zmaj                      | 2:2      |
| Omladinac – Orkan               | 1:3      |
| Jadran KS – GOŠK                | 1:0      |
| Mračaj – Primorac               | 2:0      |
| Postira-Sardi – Poljičanin 1921 |          |
| Jadran T – Imotski              | 2:0      |
| [ 12 ]                          |          |

| 12. kolo                   | 12. kolo |
| -------------------------- | -------- |
| 23./24. studenog 2019.     |          |
| Mladost – Imotski          | 1:0      |
| Poljičanin 1921 – Jadran T | 0:2      |
| Primorac – Postira-Sardi   | 4:0      |
| GOŠK – Mračaj              | 3:1      |
| Orkan – Jadran KS          | 2:1      |
| Zmaj – Omladinac           | 6:0      |
| Omiš – OSK                 | 2:1      |
| [ 13 ]                     |          |

| 13. kolo                         | 13. kolo |
| -------------------------------- | -------- |
| 30. studenog / 1. prosinca 2019. |          |
| Jadran KS – Zmaj                 | 1:2      |
| Jadran T – Primorac              | 4:0      |
| OSK – Mladost                    | 4:1      |
| Imotski – Poljičanin 1921        | 7:0      |
| Mračaj – Orkan                   | 1:0      |
| Postira-Sardi – GOŠK             | 2:1      |
| Omladinac – Omiš                 | 1:0      |
| [ 14 ]                           |          |

| 14. kolo                  | 14. kolo |
| ------------------------- | -------- |
| 1. ožujka 2020.           |          |
| Imotski – Primorac        | 1:1      |
| Jadran KS – Omiš          | 1:1      |
| Jadran T – GOŠK           | 1:1      |
| Mladost – Poljičanin 1921 | 6:1      |
| Mračaj – Zmaj             | 1:1      |
| Omladinac – OSK           | 1:0      |
| Postira-Sardi – Orkan     | 0:0      |
| [ 15 ]                    |          |

| 15. kolo                   | 15. kolo |
| -------------------------- | -------- |
| 8. ožujka 2020.            |          |
| GOŠK – Imotski             | 2:1      |
| Omiš – Mračaj              | 3:0      |
| Omladinac – Mladost        | 1:1      |
| Orkan – Jadran T           | 2:2      |
| OSK – Jadran KS            | 3:0      |
| Primorac – Poljičanin 1921 | 2:1      |
| Zmaj – Postira-Sardi       | 0:0      |
| [ 15 ]                     |          |

Utakmice od 16. do 26. kola otkazane.

## Unutrašnje poveznice
- 1. ŽNL Splitsko-dalmatinska
- 2. ŽNL Splitsko-dalmatinska 2019./20.
- Hvarska liga 2019./20.
- 3. HNL – Jug 2019./20.
- 1. ŽNL Dubrovačko-neretvanska 2019./20.
- ŽNL Šibensko-kninska 2019./20.
- 1. ŽNL Zadarska 2019./20.

## Vanjske poveznice
- nszsd.hr – Nogometni savez Županije Splitsko-dalmatinske
- nszsd.hr, 1. ŽNL
- facebook.com, 1. ŽNL Splitsko-dalmatinske županije
- sportnet.hr forum, 1. i 2. ŽNL Splitsko-dalmatinske županije  Arhivirana inačica izvorne stranice od 27. studenoga 2021. (Wayback Machine)
- rsssf.com, Hrvatska 2019./20., 1. ŽNL